# Analytical Chemistry
Analytical Chemistry (abreviatura Anal. Chem.), és la més important revista científica dedicada a la química analítica, publicada des del gener de 1929. El seu factor d'impacte és 5,636, el 2014, i rebé aquest any 102 654 citacions. És una revista d'investigació de la Societat Química Americana revisada per experts que es dedica a la difusió del coneixement nou i original en totes les branques de la química analítica. Articles fonamentals poden abordar els principis generals de la ciència de mesurament química i no cal abordar directament la metodologia analítica existent o potencial. Els articles poden ser enterament teòrica respecte a l'anàlisi, o poden informar dels resultats experimentals. Poden contribuir a qualsevol de les fases de les operacions d'anàlisi, inclòs el mostreig, bioanàlisi, electroquímica, espectrometria de masses, microescala i sistemes a nanoescala i estructures, anàlisi ambiental, les separacions, l'espectroscòpia, les reaccions químiques i la selectivitat, la instrumentació, les imatges, anàlisi de superfície, i el processament de dades. Els documents relatius als mètodes d'anàlisi coneguts han d'oferir una aplicació significativa, original del mètode, una millora notable, o els resultats d'un anàlit important.